# Lijst van taluks en dorpen in Pathanamthitta
Taluks en dorpen in het district Pathanamthitta in Kerala zijn de twee volgende bestuurlijke lagen van het district onder districtsniveau. Adoor, Thiruvalla en Pathanamthitta zijn 'municipalities' oftewel 'Nagar Palika'. Dat betekent dat ze een gemeenteraad hebben die direct valt onder de staatsregering van Kerala. De gemeenteraad wordt iedere vijf jaar verkozen.
De nummering van de dorpen in de lijst is zoals gegeven door de bron, dit om controle op veranderingen eenvoudiger te maken.

## Adoor
- 1 Enadimangalam
- 2 Erathu
- 3 Pallickal
- 4 Ezhamkulam
- 5 Kalanjoor
- 6 Kodumon
- 7 Kadampanad
- 8 Pandalam
- 9 Pandalam-Thekkekkara
- 10 Koodal
- 11 Kurambala
- 12 Adoor
- 13 Angadickal
- 14 Enathu
- 15 Peringanad

## Kozhencherry

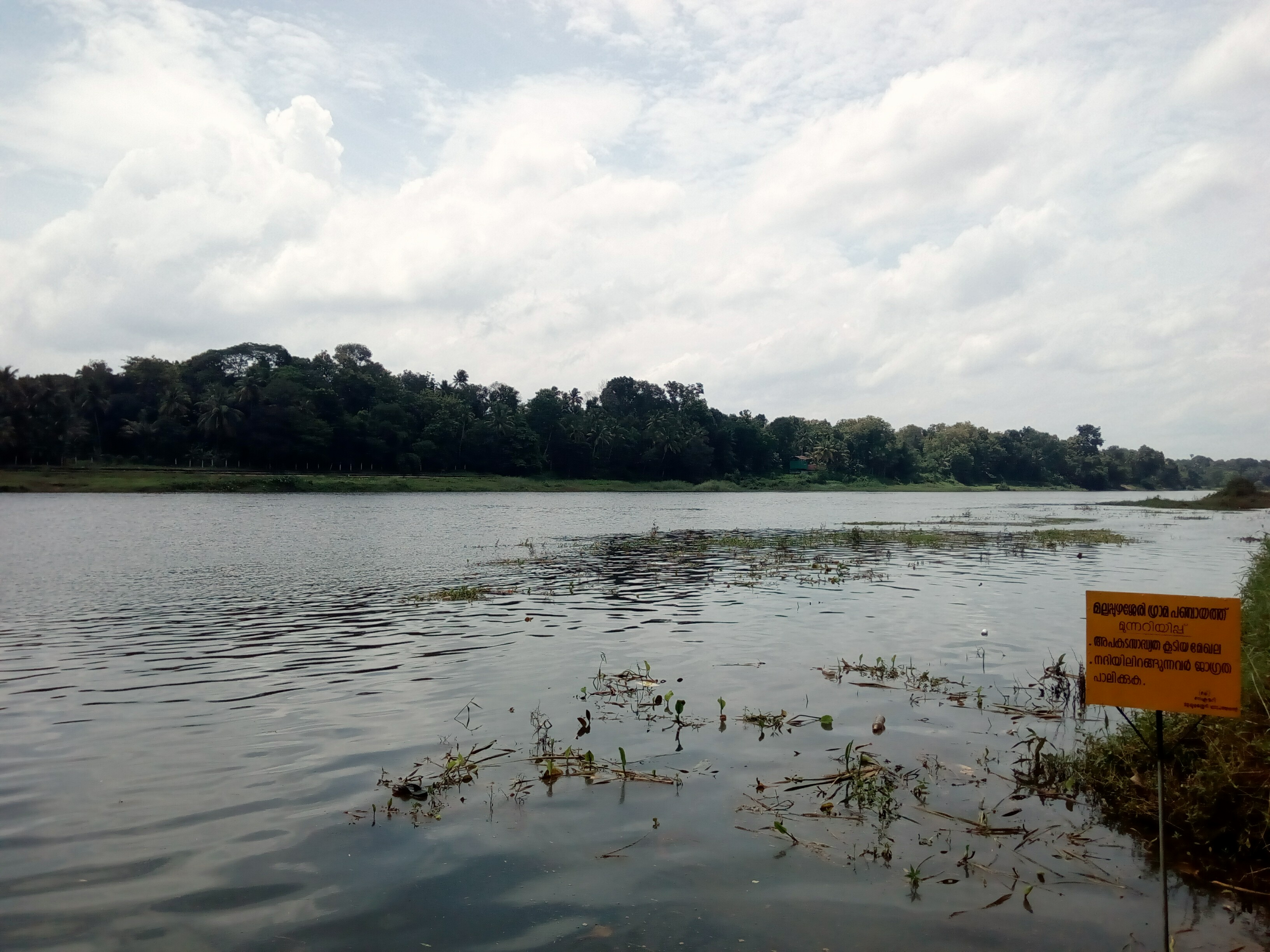
De rivier de Pampa bij Aranmula (juni 2016)

- 1 Chennerkkara
- 2 Kidangannoor
- 3 Elanthoor
- 4 Kozhencherry
- 5 Mallappuzhasserry
- 6 Naranganam
- 7 Omalloor
- 8 Aruvappulam
- 9 Konni
- 10 Malayalappuzha
- 11 Mylapra
- 12 Pramadom
- 13 Thannithode
- 14 Vallicode
- 15 Aranmula
- 16 Kulanada
- 17 Mezhuveli
- 18 Iravon
- 19 Konni-thazhom
- 20 V Kottayam
- 21 Pathanamthitta

## Ranni

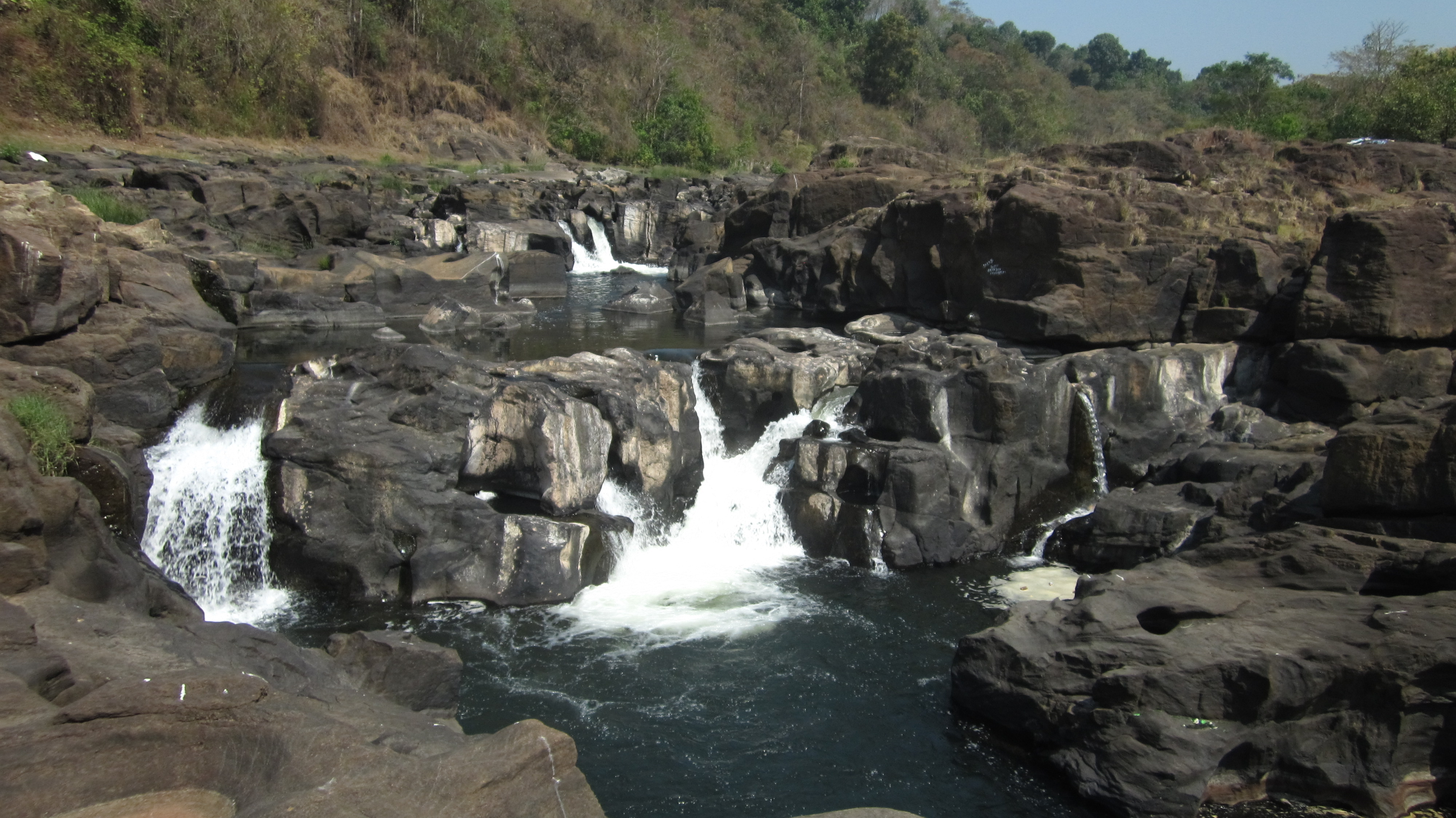
Waterval bij Perunthenaruvi, Vechoochira (januari 2013)

- 1 Ranni-Angadi
- 2 Chittar
- 3 Ranni-Pazhavangadi
- 4 Ranni-Perunad
- 5 Ayroor
- 6 Kollamula
- 7 Vadasserikkara
- 8 Athikayam
- 9 Ranny
- 10 Chethackal
- 11 Cherukole

## Mallappally

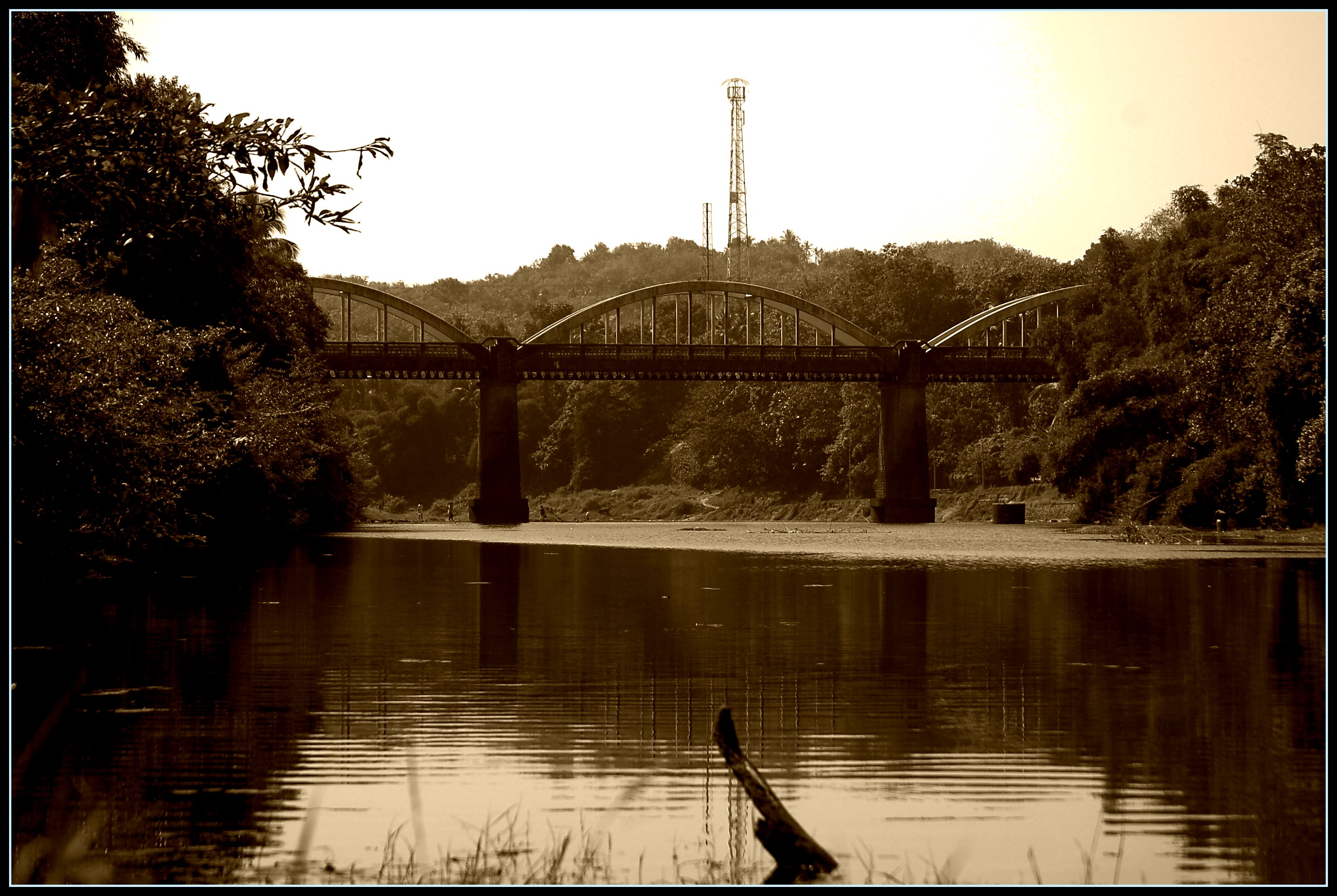
Brug over de Manimala in Mallapally (december 2008)

- 1 Anicadu
- 2 Kallooppara
- 3 Ezhumattoor
- 4 Perumpetty
- 5 Kottangal
- 6 Kunnamthanam
- 7 Mallappally
- 8 Puramattom
- 9 Thelliyoor

## Thiruvalla
- 1 Kuttappuzha
- 2 Eraviperoor
- 3 Kaviyoor
- 4 Koipuram
- 5 Thiruvalla
- 6 Thottapuzhasserry
- 7 Kadapra
- 8 Kuttoor
- 9 Nedumpuram
- 10 Niranam
- 11 Peringara
- 12 Kavumbhagam

Hoofdstad: Thiruvananthapuram
Districten: Alappuzha · Ernakulam · Idukki · Kannur · Kasaragod · Kollam · Kottayam · Kozhikode · Malappuram · Palakkad · Pathanamthitta · Thrissur · Trivandrum · Wayanad